# 33747 Clingan
33747 Clingan este un asteroid din centura principală de asteroizi.

## Descriere
33747 Clingan este un asteroid din centura principală de asteroizi. A fost descoperit pe 14 august 1999 la Eskridge de Gary Hug. El prezintă o orbită caracterizată de o semiaxă mare de 3,07 ua, o excentricitate de 0,17 și o înclinație de 11,0° în raport cu ecliptica.